# Trizogeniates foveicollis
Trizogeniates foveicollis är en skalbaggsart som beskrevs av Ohaus 1922. Trizogeniates foveicollis ingår i släktet Trizogeniates och familjen Rutelidae. Inga underarter finns listade i Catalogue of Life.